# Fußgängerschutz
Fußgängerschutz umfasst solche Maßnahmen, die beitragen, das Risiko von Verletzungen und anderen Schäden von Fußgängern bei Verkehrsunfällen zu vermeiden oder zu minimieren.
Fußgängerschutz trägt beispielsweise zur Vermeidung einer Kollision mit einem PKW bei, bzw. durch konstruktive Modifikationen zur Verringerung ihrer Schwere. Entsprechende Tests sind Teil des Euro-NCAP-Crashtests, haben bei den Herstellern bisher aber gegenüber der Sicherheit der Insassen nur eine deutlich untergeordnete Rolle.
Besonders gefährdet bei einer Fahrzeugkollision sind Beine und Kopf des Fußgängers. Untersuchungen zeigen außerdem Korrelationen zwischen Fußgängergröße, Fahrzeugtyp, Geschwindigkeit und dem Verletzungsbild.

## Statistik
Laut CARE – europäische Datenbank der Gemeinschaft zu Straßenverkehrsunfällen – sind Fußgängerunfälle die zweithäufigste (20 Prozent) Todesursache im europäischen Straßenverkehr. Über ein Drittel aller tödlichen Unfälle Innerorts sind Fußgängerunfälle. In der EU14 (ohne Deutschland) sind 2005 3700 Fußgänger im Straßenverkehr tödlich verunglückt. Zwischen 1996 und 2005 sind tödliche Fußgängerunfälle in der EU14 mit 37 Prozent gesunken. Die Verbesserung des Fußgängerschutzes ist im Wesentlichen auf eine stetige Verschärfung der Gesetzgebung und auf die erhöhten Anforderungen der Verbraucherratings wie EuroNCAP zurückzuführen.

## Maßnahmen
Als konkrete Maßnahme zum Schutz von Fußgängern wurden 2006 sogenannte Kuhfänger, die insbesondere Kinder am Kopf schwer verletzen können, für Neuzulassungen von PKWs verboten.
Unter aktivem Fußgängerschutz werden Maßnahmen zur Vermeidung von Unfällen beziehungsweise Geschwindigkeitsreduzierung bei Kollisionen verstanden. Passiver Fußgängerschutz bezieht sich auf Maßnahmen am Fahrzeug mit dem Ziel die Unfallfolgen (Verletzungsschwere) zu reduzieren. Unter integralem Fußgängerschutz wird die Interaktion zwischen aktiv und passiv verstanden.
Am Fahrzeug helfen eine nachgiebigere Fahrzeugfront, die die Energie des Aufpralls absorbiert (Knautschzone) und ein unterer Querträger, der die Rotation des Fußgängers frühzeitig einleitet, um Knieverletzungen zu minimieren. Hinzu kommt eine Verformbarkeit der Motorhaube entweder durch passive Maßnahmen (Absenkung des Motorblockes, deformierbare Anbindungen der Kotflügel, der Scharniere) oder aktive Lösungen (Anhebung der Haube oder Auslösung eines Scheibenairbags nach der Erkennung eines Fußgängeraufpralls durch einen Sensor).
Die Unfallforschung der Versicherer hat ein Verfahren entwickelt, mit dem sowohl passive (z. B. aufstellende Haube, Scheibenairbag) als auch aktive (automatische Notbremse) Sicherheitssysteme zum Fußgängerschutz auf einer einheitlichen Skala bewertet werden können.
Es gibt verschiedenste Fahrzeuge, die beim Fußgängerschutz eine Weiterentwicklung darstellen. Dazu gehört der Citroën C6, bei welchem sich die Haube im Falle einer Kollision um 6,5 cm hebt, um so eine Knautschzone über dem Motorblock zu schaffen. Dies hat auch Daimler bei E-Klasse W212 eingeführt wie auch weiteren Modellen, u. a. dem C-Klasse Coupe. Dabei wird nicht nur eine aktive Motorhaube verwendet, sondern es werden auch Spoilerlippen an den vorderen Stoßfängern wie versenkte Scheibenwischer und bündige Türgriffe eingesetzt.
Der Volvo V40 ist als erstes Fahrzeug überhaupt mit einem Fußgänger-Airbag ausgestattet, der sich bei einer Kollision blitzschnell über das untere Drittel von Windschutzscheibe und A-Säule entfaltet. Gleichzeitig hebt sich automatisch die Motorhaube an, um die Verletzungsgefahr für Fußgänger erheblich zu reduzieren.